# Carl Gustav Mosander
Carl Gustav Mosander (Kalmar, 10 settembre 1797 – Lovön, 15 ottobre 1858) è stato un chimico e mineralogista svedese, famoso per aver scoperto gli elementi lantanio, erbio e terbio.

## Biografia
Mosander frequentò dapprima le scuole di Kalmar. A 12 anni andò a Stoccolma con la madre; qui diventò apprendista nella farmacia Ugglan. Fece l'esame da farmacista nel 1817, ma era più interessato alla medicina e nel 1820 si iscrisse come studente al Istituto Karolinska. Nel 1824 ottenne la laurea magistrale in chirurgia (Master of Surgery). Lavorò come insegnante di chimica all'Istituto e come assistente alla collezione di minerali del Museo svedese di storia naturale. Nel 1836 succedette a Jöns Jacob Berzelius, che era stato suo insegnante durante gli studi di medicina, diventando professore di chimica e di farmacia al Karolinska Institutet.

## Ricerche
Mosander si occupò per oltre 20 anni di chimica delle terre rare, e arrivò a scoprire tre nuovi elementi. Nel 1839 scoprì il lantanio, dopo aver trattato con acido nitrico diluito i prodotti di decomposizione di un campione di nitrato di cerio. Due anni dopo, lavorando sull'ossido di lantanio, pensò di aver isolato l'ossido di un nuovo elemento, che chiamò didimio. Questa scoperta si rivelò un errore: già nel 1853 Jean Charles Galissard de Marignac dubitò che il didimio fosse una sostanza singola, anche se solo nel 1885 Carl Auer von Welsbach trovò che in realtà il didimio è una miscela di praseodimio e neodimio.
Svolgendo ricerche sull'ossido di ittrio, nel 1843 Mosander riuscì a separare gli ossidi di due nuovi elementi, l'erbio e il terbio.

## Riconoscimenti
Nel 1833 Mosander fu eletto membro della Accademia reale svedese delle scienze. Il suo nome è ricordato dal minerale mosandrite.